# 角颈螳属
角颈螳属（学名：Cornucollis）是矮螳科的一属。

## 下属物种
本属包括以下物种：
- 马索亚拉半岛角颈螳 Cornucollis masoalensis Brannoch & Svenson, 2016[2]